# 卢志扬
卢志扬，教授，美国机械工程院院士、国际生产工程学院院士。任中华人民共和国教育部第五批"长江学者"特聘教授，曾任教于麻省理工学院、柏林科技大学、亚琛工业大学、韩国科技大学、上海交通大学等大学。